# Благовест Порожанов
Благовест Тодоров Порожанов е български народен певец, изпълнител на песни от Кюстендилския край.

## Биография
Благовест Тодоров Порожанов е роден на 7 април 1939 г. в село Горно Уйно, Кюстендилско, но израства в село Соволяно, Кюстендилско, където се установява семейството му. Учи в смесената гимназия град Кюстендил и в гимназията в село Трекляно.
През 60-те години постъпва като солист в Кюстендилския ансамбъл за народни песни и танци с художествен ръководител и диригент Никола Вучков. Напуска Кюстендил и се установява в София. Започва концертни турнета с Георги Широков, после пътува с групата на Райчев, на Чайката, Павел Сираков и др. В Радио „Пловдив“ са първите му записи с тогавашния оркестър на Аньо Анев от Брани поле и на Никола Илиев от Конуш. През 1968 г. се установява в Кюстендил. Пее по механи и ресторанти и през 1980 г. отново е солист на Ансамбъла за народни песни и танци в Кюстендил, ръководен от Никола Вучков.
Още през 1976 г. прави първите си записи на кюстендилски народни песни като „Севдено моме“. По-късно обикаля околните села и събира стари народни песни. Така записва около 40 народни песни с известните по това време композитори и аранжори като Коста Колев, Боян Нанков, Христофор Раданов, Димитър Пенев и Атанас Вълчев. През тези години издава две дългосвирещи и две малки грамофонни плочи. През 1989 – 1990 г. пее с оркестри из бивша Югославия. През 1992 г. е един от основателите на „Пирин Фест“ в град Сандански.
През 2001 г. основава кюстендилското радио „Ритъм +“. През същата година записва два компактдиска с македонски народни песни – „Бисери от Македония“.
Създава в Кюстендил „Школа за млади таланти и дарования“ към читалище „Братство“ в Кюстендил, където работи с момичета и момчета от Кюстендил и Дупница. Записва в Българското национално радио и Радио „Благоевград“ над 40 песни от Кюстендилския край. Създава повече от 200 авторски песни, част от които са посветени на Кюстендил, Кюстендилския край и България.
Умира на 24 юли 2007 г. в Кюстендил. Погребан е в село Соволяно, където минават детските му години.

## Дискография
| Година | Албум                                    | Вид  | Издател         | Каталожен номер       |
| ------ | ---------------------------------------- | ---- | --------------- | --------------------- |
| 1978   | „Славка Секутова“/ „Благовест Порожанов“ | LP   | Балкантон       | ВНА 10189             |
| 1983   | „Благовест Порожанов“                    | LP   | Балкантон       | ВНА 11110             |
| 1983   | „Благовест Порожанов“                    | SP   | Балкантон       | ВНК 3721              |
| 1984   | „Благовест Порожанов“                    | SP   | Балкантон       | ВНК 3813              |
| 2001   | „Бисери от Македония“                    | 2 CD |                 |                       |
| 2004   | „Македонски бисери“                      | CD   | Sunrise Marinov | МК № 15755/14.01.2004 |

## Награди и отличия
- През 2002 г. печели сребърен медал на фестивала на изкуствата в САЩ.
- Участва в първия фестивал за автентични и авторски песни „Македония фолк“ в град Благоевград с авторската си песен „Яно, моя рано“ през 2005 г., където печели награда.
- Почетен гражданин на Кюстендил.[1]

## Памет
На 25 март 2008 г. в Соволяно е осветен параклисът „Свето Благовещение“, построен в памет на народния певец Благовест Порожанов.
Удостоен е със званието Почетен гражданин на Кюстендил през 2008 г.